# Auzolán

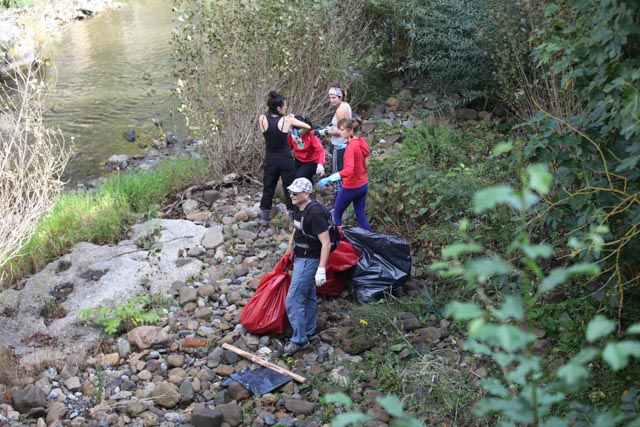
Vecinos de Vergara (Guipúzcoa) limpian el río Deva en 2014.

El auzolán (en euskera lit. 'trabajo vecinal') es una institución consuetudinaria de las comunidades vascófonas del País Vasco y  Navarra. Esencialmente es un trabajo de carácter obligatorio realizado a título gratuito en beneficio de toda la localidad, pero también ocasionalmente para ayudar a una persona o familia concreta.
Históricamente se ha regido por la costumbre, según la cual la prestación del trabajo era obligatoria para todos los vecinos, una vez convocado el auzolan. Actualmente, esta institución goza de protección jurídica expresa, entre otros textos legales, en la Ley Foral 2/1995, de Haciendas Locales de Navarra y en la Norma Foral 11/1995, de Concejos del Territorio Histórico de Álava. En Navarra recibe también el nombre de auzalán o artelán. En Álava se utiliza el término auzolán en euskera, pero en castellano se denomina vereda.

## Características de la institución
En el origen del auzolán se encuentra la necesidad de afrontar determinados trabajos beneficiosos para la colectividad y que, al menos en parte, pueden ser realizados por los propios vecinos. Hasta tiempos recientes esta institución no había tenido un reflejo en los textos legales, siendo regulada por la costumbre local. No obstante, con independencia de ligeras variaciones locales, el auzolán tienen las siguientes características:
- Cuando se convoca un auzolán todos los vecinos tienen obligación de prestar su trabajo personal.
- Quedan excluidos de esa obligación los menores o mayores de cierta edad, y los impedidos por motivos de salud.
- La prestación puede ser sustituida mediante el pago del jornal de otra persona.
- El objeto del trabajo puede ser muy variado, construcción, conservación o mejora de caminos vecinales, o de lavaderos, fuentes y en general equipamientos públicos.

La legislación existente, o las ordenanzas aprobadas por la entidad local, establece las condiciones que debe cumplir la convocatoria del auzolán, publicación en el tablón de anuncios con determinada antelación, número de días al año que puede extenderse el auzolán, medios materiales que deben aportar los participantes, obligación de cubrir el risgo por accidentes por parte de la entidad local, sanción pecunaria si no se concurre al auzolán salvo caso de fuerza mayor. Los artículos 53 al 55 de la Ley Foral 3/1995 de las Haciendas Locales de Navarra, regulan estas cuestiones, incluyendo también la prestación de transporte, similar pero distinta al auzolán.

## Otras variedades del auzolán
Tradicionalmente el auzolán se ha utilizado también para la construcción o mantenimiento de iglesias y ermitas. Algunos ejemplos de estos auzolanes en la construcción de la iglesia de Vera (Navarra), en el siglo XVI, la de Aya (Ataun, Guipúzcoa), entre 1911 y 1913, y la de Asiáin (Cendea de Olza, Navarra) comenzada en 1966. El auzolán también se utilizaba para atender necesidades especiales de algún vecino; reconstrucción de una vivienda por incendio, problemas en las cosechas, etc. Todos estos casos muestran que el auzolán, más que una obligación juridíca, ha sido entendido tradicionalmente como un ejercicio de solidaridad, lo que explica que hasta el último tercio del siglo XX no ha tenido su reflejo en textos legales.
En auzolán se construyó en la década de 1950 la Chantrea, un populoso barrio de Pamplona; aunque el trabajo lo aportaban los que iban a ser dueños de las viviendas. De ese modo se construyeron en Navarra barrios similares, denominados popularmente chantreitas; algunos de ellos, como el que se construyó en Burlada (Navarra), a lo largo de una calle que desde entonces se llama Auzolán. En auzolán, aunque sin suponer un deber jurídico, se siguen realizando mejoras en determinados barrios, para acondicionar una plaza o unos jardines.
Al auzolan utilizado para atender necesidades personales, en Vizcaya se la ha llamado lorra. Similar al auzolán es la andecha en Asturias.